# Serruria pedunculata
Serruria pedunculata är en tvåhjärtbladig växtart som först beskrevs av Jean-Baptiste de Lamarck, och fick sitt nu gällande namn av Robert Brown. Serruria pedunculata ingår i släktet Serruria och familjen Proteaceae. Inga underarter finns listade i Catalogue of Life.